# Hyalinobatrachium uranoscopum
Hyalinobatrachium uranoscopum är en groddjursart som först beskrevs av Müller 1924.  Hyalinobatrachium uranoscopum ingår i släktet Hyalinobatrachium och familjen glasgrodor. Inga underarter finns listade i Catalogue of Life.